# Уэйн Гретцки Трофи

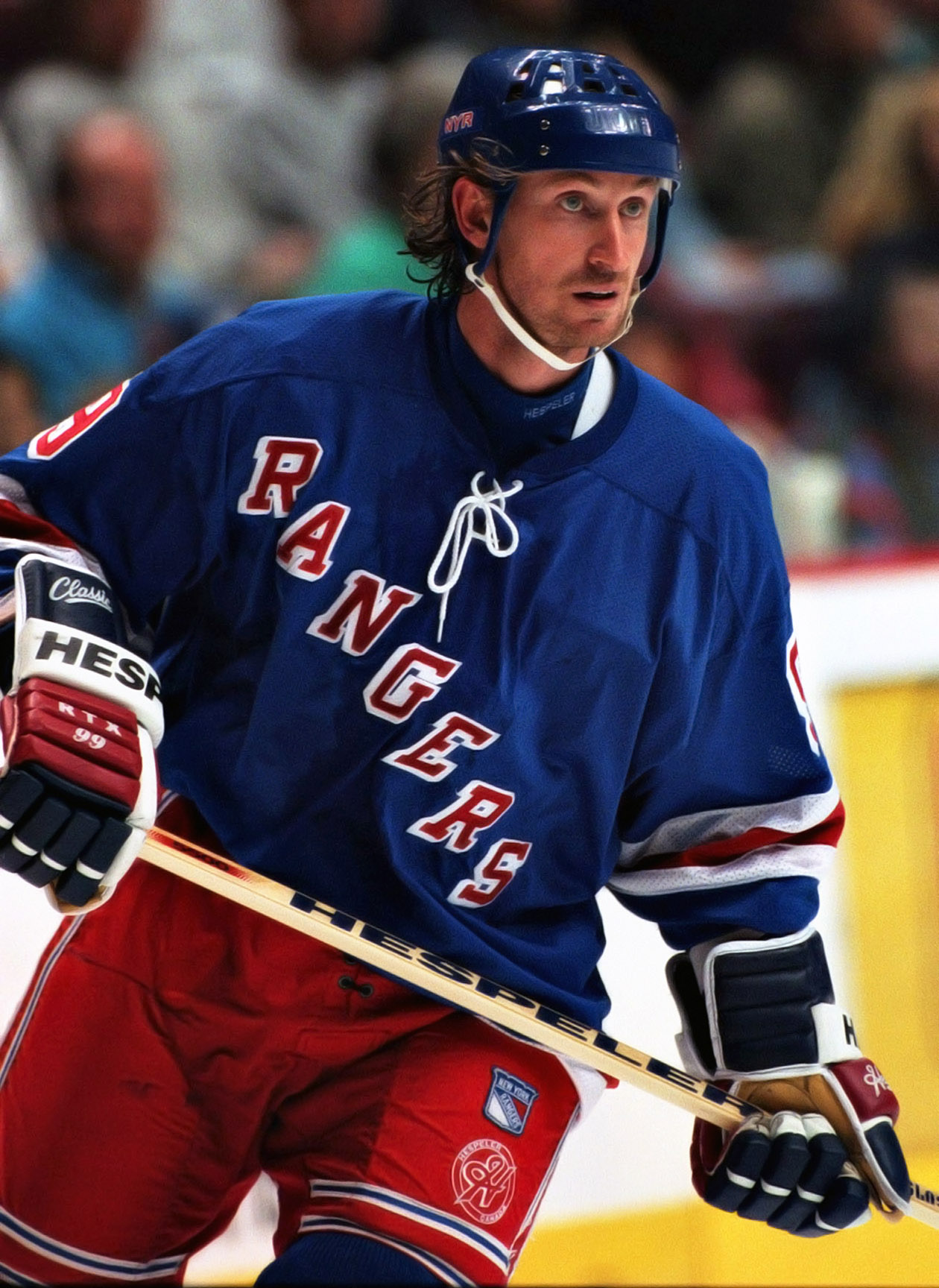
Уэйн Гретцки, "Нью-Йорк Рейнджерс".

Уэйн Гретцки Трофи (англ. Wayne Gretzky Trophy) — приз, вручаемый команде победителю плей-офф Западной Конференции Хоккейной лиги Онтарио (OHL).
Трофей назван в честь Уэйна Гретцки. Аналогичный приз Восточной Конференции называется Бобби Орр Трофи. Приз утвержден в 1999 году, восемь раз его получал «Лондон Найтс».

## Обладатели трофея
- 1998–99 - Лондон Найтс (1)
- 1999–00 - Плимут Уэйлерз (1)
- 2000–01 - Плимут Уэйлерз (2)
- 2001–02 - Эри Оттерз (1)
- 2002–03 - Китченер Рейнджерс (1)
- 2003–04 - Гелф Шторм (1)
- 2004–05 - Лондон Найтс (2)
- 2005–06 - Лондон Найтс (3)
- 2006–07 - Плимут Уэйлерз (3)
- 2007–08 - Китченер Рейнджерс (2)
- 2008–09 - Уинсор Спитфайрз (1)
- 2009–10 - Уинсор Спитфайрз (2)
- 2010–11 - Оуэн-Саунд Аттак (1)
- 2011–12 - Лондон Найтс (4)
- 2012–13 - Лондон Найтс (5)
- 2013–14 - Гелф Шторм (2)
- 2014–15 - Эри Оттерз (2)
- 2015–16 - Лондон Найтс (6)
- 2016–17 - Эри Оттерз (3)
- 2017–18 - Су-Сент-Мари Грейхаундз (1)
- 2018–19 - Гелф Шторм (3)
- 2019–20 - Плей-офф отменён из-за пандемии коронавируса. Приз не вручался[1]
- 2020–21 - Сезон был отменён из-за пандемии коронавируса
- 2021–22 - Уинсор Спитфайрз (3)
- 2022–23 - Лондон Найтс (7)
- 2023–24 - Лондон Найтс (8)